# 音阶

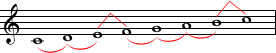
C大调音阶的音程組織模式

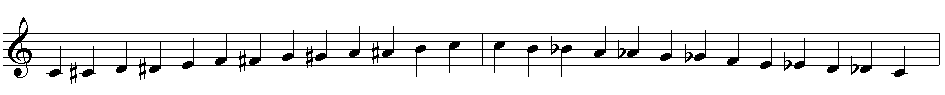
上行和下行的半音音阶 半音音阶

音階在音乐理论中，一个音阶是按照泛音列或音高排列，並因其規律形成循環的一系列音符。一个音阶中的音符按照音高的上升而排列便是上行音阶，若音符按照音高的下降而排列则是下行音阶。
在巴洛克至浪漫主义时期（common practice period）的背景下，大部分甚至全部的音乐作品的旋律与和声都是建筑在单独一个音阶的音符上的，即一贯地使用大调或小调音阶中的音（并不是刻板的坚持一贯，而是总体上一贯使用，该音阶以外的音可能也偶尔出现），可以在五线谱开始处用调号标记出乐曲所使用的音阶。
由于使用同等的八度原则，音阶通常以一个八度排列，而排列更高的八度和更低的八度只是重复这一模式。表示一个音乐音阶将一个八度分割成一定数量的步数，而一步即是两个音符之间可以识别的距离（或者说音程，两个音之间的音高距离）。 无论如何，音阶中并不會出現同度音程，特别是在微分音音程中。
透过每一步音程距离的組合，可以把音阶分成不同的类型。例如，半音音阶的每一步音程距离都是半音音程，而大调音阶的音程模式則為：全音-全音-半音-全音-全音-全音-半音（一个全音等于两个半音）；小调音阶的音程模式則是：全音-半音-全音-全音-半音-全音-全音。基于各自所使用的音程模式，音阶又可分为大调音阶、小调音阶、全音音阶，半音音阶等等。
一个指定的音阶，是由其特有的音程模式和音阶中被称为主音或稱第一音级的指定音所定义。所谓的主音就是音阶中的第一个音，并且所采用的音程模式从这个音开始。通常，一个音阶的名称由它的音程模式和主音决定。例如，所谓C大调指的是用大调音阶的音程模式，並以C音（Do）为主音。
音阶用于建构音乐，因为音阶具有随意性，所以音阶的种类几乎无限多。任何的文化或音乐传统都有其惯用的音阶，透过一首乐曲的音阶就可能显示出其文化背景，甚至整个文化的曲调系统。例如，中国、苏格兰以及其他一些国家普遍应用五声音阶，事实上五声音阶是使用最为广泛的音阶。五声音阶常见的音程排列次序有：C-D-E-G-A-C。
西方艺术音乐基本上使用起源于古希腊音乐理论的自然音排列的七声音阶，即所谓調式音阶。在中世纪及文艺复兴时期时有12种音程排列方式，每种排列方式的全音和半音所处的位置不同，即12种调式，除了来自希腊人的7种调式外，其余6种与宗教音乐关系密切。当和声在音乐中的地位日益重要时，调式体系趋于瓦解，而被认为最适合应用于和声的两个调式则保留至今日，即是今日我们所使用的大调音阶和小调音阶。
在未开化民族和有古老文化的民族中都可以找到最简单的音阶，而最复杂的音阶则存在于最先进的文化之中。与较落后的文化相比而言，较发达的文化中，音阶被作曲家与演奏者作为一种规则，而且对于运用音阶的规则与传统也比较明确，同时音阶也被用作音乐的描述与分析的手段。复杂的音阶运用体系存在于许多民族之中，尽管许多国家之间音乐的风格差异很大，但就音阶在其中发挥的作用而言却有一些相似的地方。

## 各種較常見的音階

### 半音音階
各音高以半音的距離所排列而成的音列。是一種「十二音音階」，但沒有人這樣稱呼。

### 八聲音階
多用於爵士音樂或現代音樂，以「全音」、「半音」…的規律所構建，當中以能形成減七和弦為其最大特色。

### 七聲音階
目前的西方音樂最常見的大調音階與小調音階都屬於七聲音階，大調與小調均有「自然音階」（維持原本的調號的音階）、「和聲音階」（特色為第六音與第七音之間為增二度音程，以及音階中的每個音分別作為根音的七和弦為七種不同的七和弦：大七和弦、小七和弦、屬七和弦、小大七和弦、增大七和弦、減七和弦、半減七和弦）「旋律音階」（特色為上行與下行不同，上行時使用高半音的第六音與第七音，下行時使用低半音的第六音與第七音，以讓音階的上行與下行更好唱）。
七聲音階也包括教會調式中的七個調式：愛奧尼亞調式（以C音開始使用七個白鍵的調式，與自然大調相同）、多利安調式（以D音開始使用七個白鍵的調式）、弗里幾亞調式（以E音開始使用七個白鍵的調式）、利迪亞調式（以F音開始使用七個白鍵的調式）、混合利迪亞調式（以G音開始使用七個白鍵的調式）、愛奧利亞調式（以A音開始使用七個白鍵的調式，與自然小調相同）、洛克里亞調式（以B音開始使用七個白鍵的調式）。

#### 中國七聲音階
從西周到春秋戰國，隨著音樂的蓬勃發展，中國音階由「宮、商、角、徵、羽」五聲，加上兩個偏音「變徵、變宮」，擴展成為七聲音階。以此二偏音為主音的音樂較為剛強激昂，故較少為人使用。此二偏音最主要乃扮演輔助音，如經過音、倚音、鄰音的角色，為襯托五聲之用。

### 六聲音階
全音音階為較受認識的六聲音階，另外藍調音階以及不少歐洲的民歌均採用不同形式的六聲音階。

### 五聲音階
於不少的民族音樂中出現，特別是東方音樂，中國、日本等的民歌便是採用了這種音階。印尼甘美蘭音樂中的另一種調式Slendro亦是五聲音階，同樣它是將一個八度平分為五個音。

### 其他
四聲或以下的音階，理論上是存在的，但實際使用上，部份的民族音樂的確有用上四聲音階外，其他的都很少出現。
另外，例如波斯、阿拉伯一帶，以及印度等地方，由於他們有獨特的音律系統，能產生比西方音樂的12個半音－甚至24個微分音更多的音高，相對而言，他們的音階系統變會變得更為複雜。

## 延伸閲讀
- Barbieri, Patrizio. . Latina, Italy: Il Levante Libreria Editrice. 2008. ISBN 978-88-95203-14-0.
- Yamaguchi, Masaya.  revised. New York: Masaya Music Services. 2006. ISBN 978-0-9676353-0-9.

## 外部連結
- Octave Frequency Sweep, Consonance & Dissonance （页面存档备份，存于）
- WolframTones—hear and play musical scales （页面存档备份，存于）
- Visual representation of scales from WolframTones （页面存档备份，存于）
- ScaleCoding （页面存档备份，存于）
- Database in .xls and FileMaker formats of all 2048 possible unique scales in 12 tone equal temperament + meantone alternatives. （页面存档备份，存于）

template:Scales